# Крушвица (гмина)
Крушвица (пол. Kruszwica) — гмина (волость) в Польше, входит как административная единица в Иновроцлавский повет, Куявско-Поморское воеводство. Население — 20 206 человек (на 2004 год).

## Соседние гмины
1. Гмина Домброва-Бискупя
2. Гмина Добре
3. Гмина Иновроцлав
4. Гмина Езора-Вельке
5. Гмина Пётркув-Куявски
6. Гмина Радзеюв
7. Гмина Скульск
8. Гмина Стшельно